# Gemini–10
A Gemini–10, vagy hivatalos megjelölése szerint a Gemini X az amerikai Gemini-program nyolcadik emberes küldetése volt. A NASA elvárásai szerint a félsikert hozó Gemini VI, Gemini VII, Gemini VIII és Gemini IXA sorozat után a fő követelmény a soron következő repüléssel szemben egy teljes egészében sikeres, minden előzetesen tervezett műveletet végrehajtó repülés kivitelezése volt. Műveleti szempontból a Gemini X elé kettős célt tűztek ki: egy kettős randevú és űrséták végrehajtása. Az első cél érdekében először a Gemini X-szel párhuzamosan startoló Agena rakétával kellett randevúznia, majd összedokkolnia az űrhajósoknak, majd a célrakéta hajtóműveinek segítségével korábban nem próbált pályamódosító manővereket (elsősorban a magasság drasztikus emelését) kellett végrehajtani, majd ennek végeztével az űrhajóval találkozni kellett a Gemini VIII során használt és azóta is fenn a világűrben keringő másik Agena-val kellett randevút végrehajtani.
A repülésre ezúttal a Gemini–3-on már repült John Young parancsnok és az újonc – a harmadik űrhajós válogatásból, azaz az ún. Új Tizennégyekből érkező – Michael Collins pilótát jelölték ki legénységként. Az első számú legénység tartaléka pedig Alan Bean parancsnoki tartalék és a később tragikusan elhunyt Clifton. C. Williams pilóta tartalék lett (akiknek az a hálátlan feladat jutott, hogy a legénységi rotáció sajátosságai miatt ezt a feladatot nem követhette egy éles repülés, ezért amennyiben valami probléma nem történt az eredeti legénységgel, úgy ők feleslegesen készültek fel).
A Gemini X startjára 1966. július 18-án 22:20:26-kor (UTC) került sor, 100 perccel az Agena szomszéd indítóállásbeli startját követően egy rendkívül rövid, 35 másodperces indítási ablakon belül. Hosszú idő után először mind az Agena, mind a Gemini X startja sikeresnek minősült annak ellenére, hogy az utóbbi startjánál egy véletlenül beakadt üzemanyag töltőcsövet a rakéta magával hurcolt és kiszakított a helyéről, illetve a rakéta oxidálószer tartálya a fokozatleválasztást követően felhasadt. A Gemini a negyedik keringésben utolérte az Agena-t, ám az újonnan alkalmazott eszközök révén Collins elnézte az űrhajójuk helyzetét, ezért a megközelítés és dokkolás során sokkal több üzemanyagot használtak el a tervezettnél, amely miatt későbbi randevúkísérleteket is törölni kellett.
A sikeres dokkolást követően Collins egy ún. „felállva végzett űrsétát” hajtott végre. Ennek keretében az űrhajós nem végzett igazi űrsétát, csak kinyitotta a Gemini ajtaját és felállt az ülésében és lényegében deréktól kifelé volt csak az űrben és ebben a testtartásban főként fényképezési feladatokat végzett. A speciális űrséta után az űrhajósok az Agena hajtóművével rekordmagasra, 763 kilométerre emelték az űrhajó pályájának földtávolpontját. Később pedig, miután ismét körpályává alakították a keringésüket, leváltak az Agena-ról és átmanővereztek a Gemini VIII Agena-jához. Utóbbit végül 3 méterre közelítették meg, de nem kapcsolódtak össze vele. Az együtt repülés során Collins még egy űrsétát is végrehajtott, amelynek során átment az Agena-hoz és leszerelte azt a mikrometeorit gyűjtő fémlapot, amelyet eredetileg még Dave Scott-nak kellett volna. Az űrséta nem hozta el a várt sikert, Collinsnak társaihoz hasonlóan problémái támadtak a stabilitással és a köldökzsinórral. Végül a feladatok elvégeztével a Gemini X 2 nap, 22 óra és 20 perc repülés után sikeresen szállt le az Atlanti-óceánra, mindössze 5,4 kilométerrel a mentésre érkező USS Guadalcanal hordozó mellé.

## Előzmények
A Gemini-program az Apollo-program Kennedy elnök általi bejelentéséből fakadt, ahhoz szorosan kapcsolódott. Az Egyesült Államok a hidegháború keretében az űrtevékenységet bevonta abba a politikai-ideológiai küzdelembe, amely a két világrendszer és annak két vezető hatalma között zajlott. A Szputnyik–1 felbocsátása által a Szovjetunió nyerte ennek a történelmileg űrverseny néven említett versengésnek az első aktusát, majd folyamatosan bocsátott fel űreszközöket az USA-t megelőzve. Az amerikai közvélemény ezt szinte háborús vereségnek ítélte meg, amelynek nyomán erős nyomás nehezedett az amerikai kormányzatra, hogy választ adjon ezekre az elsőségekre, maga is bizonyítván a képességet, hogy a másik hatalom is képes végrehajtani ilyen űrteljesítményeket, illetve a politikai nyomás abban is megnyilvánult, hogy az Egyesült Államoknak vissza kell szereznie a vezető szerepet az űrteljesítményeket illetően Jurij Gagarinnak a Vosztok–1-en történt 1961. április 12-i felbocsátása által a Szovjetunió újabb jelentős elsőséget söpört be, amelynek hatására az amerikai elnöki tanácsadók azt javasolták Kennedy-nek, hogy tűzzön ki egy olyan bombasztikus célt, amelynek elsőkénti teljesítése felülír minden korábbi sikert és vitathatatlan vezető szerephez juttatja annak végrehajtóját. Ez a cél lett a holdra szállás egy kilenc éves időkereten belül.
Ám a Hold elérésének bejelentése idején az amerikai űrkutatás egyszerűen nem állt olyan szinten, hogy homályos elképzeléseknél több legyen a NASA tarsolyában a feladat végrehajtásához. Sem eszközrendszerben, sem a holdra szálláshoz szükséges műveletekben nem állt ott a NASA és az éppen futó Mercury-program, hogy akárcsak biztos választ tudjanak adni arra, hogy a feladat végrehajtható. Ekkor merült fel a gondolat és igény, hogy a holdra szállás eszközeinek fejlesztését és a szintén szükséges folyamatok, műveletek kikísérletezését, a képesség igazolását válasszák ketté és az utóbbira indítsanak el egy párhuzamos, önálló űrprogramot, amelyben az űrhajósok Föld körüli pályán igazolhatják a képességet és kikísérletezhetik a holdi műveletek mikéntjét. A legfontosabb, kipróbálásra váló műveletek az űrrandevú, két űrhajó űrbéli összekapcsolása, dokkolása, az űrséta és a minél hosszabb – legalább egy holdi oda- és visszaüt időszükségletének megfelelő – időtávú repülés kivitelezése volt. Ezeket a feladatokat és ezek tetszőleges kombinációjának végrehajtását várták az újonnan életre hívott Gemini–programtól. A Gemini–program repülései egyesével mentek végig ezeken a feladatokon, majd egy második szakaszban számos űrhajósnak nyújtottak gyakorlási lehetőséget a későbbi, nagy cél tökéletes végrehajtása érdekében.
A Szovjetunióban is a Geminihez hasonló továbblépésen dolgoztak – bár teljesen titokban –, a Vosztok-program sikerei után a Szergej Koroljov vezette szovjet űrkutatás átlépett a Voszhod-programba, amelynek ugyanúgy a holdi műveletek lehetőségeinek (többszemélyes, manőverezhető űrhajó, űrrandevú, dokkolás, űrséta, stb.) kidolgozása volt a célja. Mindemellett azonban a szovjetek továbblépése más tervezési elveken alapult és a Voszhod űrhajó nem volt manőverezhető, inkább a Vosztok űrhajó kisebb fokú átalakításából született, amely korlátázások árán, de lehetővé tette, hogy több űrhajós is helyet foglalhasson benne, illetve ráillesztettek egy légzsilipet, amellyel az űrsétá(ka)t tervezték végrehajtani.
A Voszhod–program első próbálkozása több űrhajós felbocsátása volt, a Voszhod–1 1964. október 12-én startolt megelőzve bármiféle Gemini űrhajót. A repülés sikeres volt, az űrhajóban Vlagyimir Komarov parancsnok, Borisz Jegorov orvos és Konsztanytyin Feoktyisztov fedélzeti mérnök (egyébként az űrhajó egyik tervezője) egy napos, 16 keringéses repülést teljesített. Ezzel ismét egy újabb űrbeli elsőséget (ti. az első többszemélyes űrhajó repülését) biztosítva a Szovjetunió számára. Amerikában ezt újabb lemaradásnak könyvelhették el. Majd ezután 1965. március 18-án, négy nappal megelőzve a Gemini–3-at Bajkonurból felszállt a Voszhod–2, fedélzetén Pavel Beljajev és Alekszej Leonov űrhajósokkal, hogy egy nem különösebben hosszú – 1 nap 2 óra 2 perces időtartamú – repüléssel egy újabb űrbeli elsőséget állítsanak fel: Alekszej Leonov a világon elsőként végzett űrsétát. Amerika lemaradása látszólag még mindig fennállt a korábbi programokhoz és űrteljesítményekhez hasonlóan, a szovjetek ismét előbb mutattak be űrműveleteket, mint ők.
Amit a szovjet híradások nem adtak közre, az az volt, hogy a világ első űrsétája, illetve az azt övező űrrepülés mennyire csak félsiker volt. Leonov ugyan negyed óráig kinn volt az űrben, ám az űrhajós és az űrruha kialakítása miatt alig tudott visszatérni az űrhajóba és kis híján belehalt az erőfeszítésbe (az űrruha a belső nyomástól annyira felfújódott, hogy Leonovból lényegében egy nagy Michelin-baba lett, aki nem tudott visszamászni az űrhajó zsilipjébe, ahonnan kijött, csak ha leeresztette az űrruha belső levegőjét, azt kockáztatva, hogy megfullad). A problémák később is folytatódtak: az űrkabinból is szivárogni kezdett a levegő, majd navigációs problémák miatt a fékezést kézi vezérléssel kellett kivitelezni. Ennek hatására a leszállás is több száz kilométerre a kijelölt helytől, Perm város közelében került sor. A mentőegységeknek negyvennyolc órájába telt, hogy a havas erdőből kimentsék az először halottnak hitt két űrhajóst.

### A Gemini–program első fázisa
A program tervezett és végül végrehajtott repülései három nagy fázisra voltak oszthatók. Az első fázis három repülésből állt – két automata és egy ember vezette repülésből – és mindössze azt volt hivatott igazolni, hogy a vadonatúj hardver megfelelően teljesít-e. Ennek eldöntésére az előző programhoz képest lényegesen kevesebb kísérlet is elegendő volt, kimaradt egy sor rendszerteszt, amelyet egyetlen repülésen, több szempont figyelembevételével is mérni tudtak, valamint kimaradtak az állatkísérletek is, hiszen teljes körűen igazolódott, hogy az élő szervezet képes a világűr körülményeinek elviselésére.
A program első felszállása a Gemini–1 volt, amelyre 1964. április 8-án került sor. Ezen a repülésen először tesztelték a Gemini űrhajó és a Titan II rakéta integritását, illetve az együtt repülési kondícióit. A kabin ezúttal nem volt egy teljes értékű űrhajó részben amiatt, hogy magának az űrhajónak a fejlesztése elhúzódott és még nem állt készen egyetlen példány sem a repülésre, részben amiatt, hogy főként csak mérési eredményekre volt szükség és nem valós repülési eredményekre. Ezért az űrhajó inkább csak egy üres héj volt, amelyet műszerekkel töltöttek meg. A repülés tervezők nem terveztek irányított visszatérést, mindössze három Föld körüli keringésig rögzítették az űrhajó adatait, amelyek mindenben kielégítő eredményt hoztak. A repülést magát úgy tervezték, hogy az űrhajó nagyjából három és fél nap elteltével a felső légkör természetes fékező hatására magától visszasüllyedjen a sűrűbb légrétegekbe és elégjen. Ennek elősegítésére a mérnökök négy lyukat fúrtak a hőpajzsba. Végül a rakéta 7 másodperces továbbműködése miatt a tervezettnél kissé magasabb pályára állt a Gemini–1, így a tervezett három és fél nap helyett négy nap múlva zuhant vissza Földre az űrjármű 1967. április 12-én, a déli Atlanti-óceánon Dél-Amerika és Afrika között, minden repülési célkitűzést hibátlanul teljesítve.
A második automata tesztrepülésre viszonylag sokat kellett várni, egészen 1965. január 19-ig. A csúszásra egyrészt az elhúzódó fejlesztések adtak okot, mivel ezúttal egy teljes értékű űrszerelvényt tervezett indítani a NASA. Másrészt 1964. december 9-én egy sikertelen startra is sor került, amikor az utolsó másodperben (a rakéta hajtóműve már járt, de a leszorító tartócsavarokat még nem robbantottak le) a beépített Üzemzavar Érzékelő Rendszer jelzett és leállította a hajtóműveket. A hibák elhárítása után a tervek szerint startolt el az űrhajó, amelyet azonban nem terveztek Föld körüli pályára állítani, hanem csak egy szuborbitális repülés keretében bocsátottak fel, hogy az a lehető legnagyobb sebességre gyorsulva 3422 kilométerre a starthelytől csobbanjon az óceánba és közben leteszteljék az űrhajó biztonságos leszálláshoz szükséges részegységeket, különös tekintettel a hőpajzsra. Az űrhajó ismét tökéletesen teljesített, leszámítva két kisebb rendszer nem számottevő hibáját). A leszállás után a USS Lake Champlain repülőgép hordozó halászta ki a kabint 26 kilométerre a tervezett leszállási ponttól.

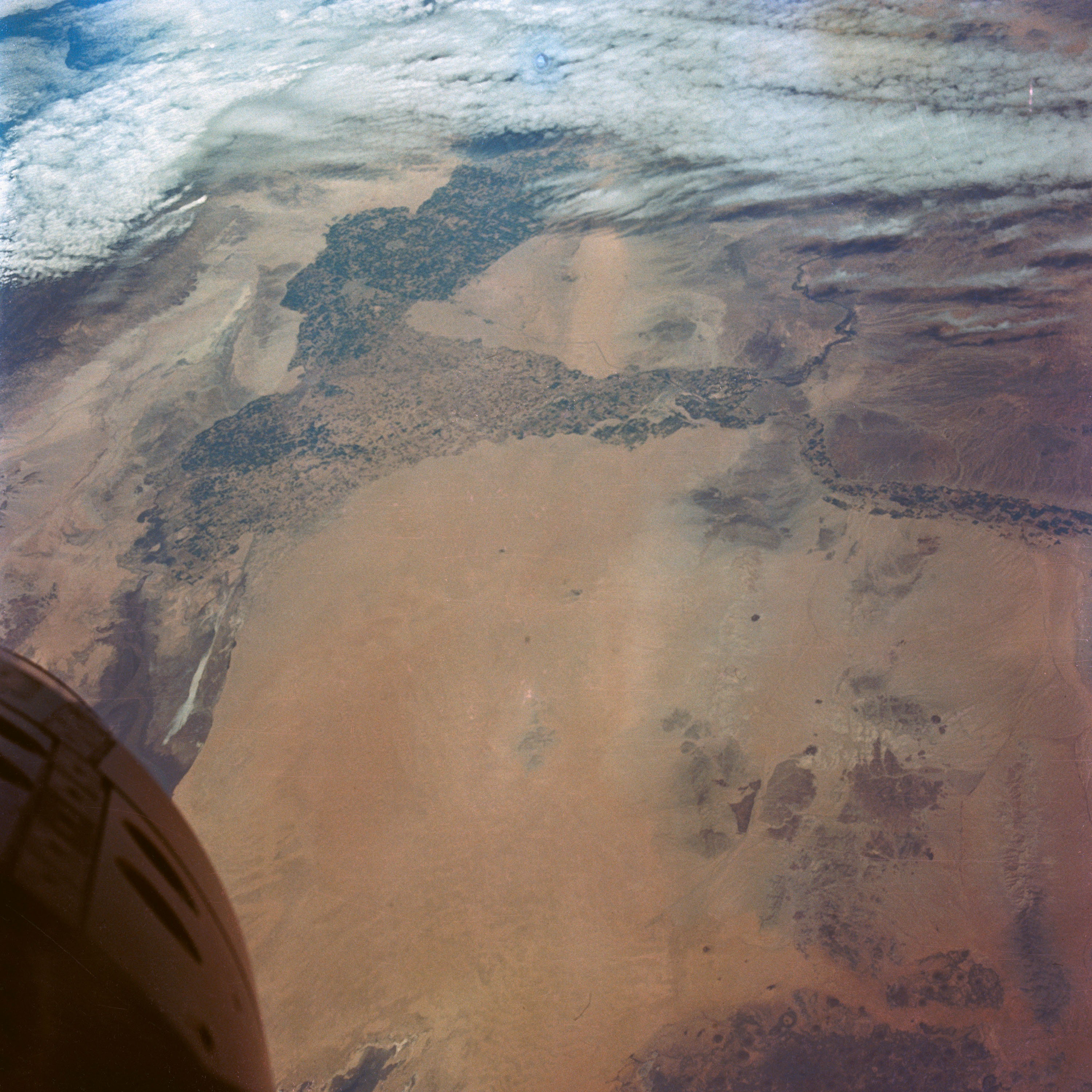
Grissom és Yong űrhajója Észak-Mexikó felett repül

Ezt követően kerülhetett sor az igazi főpróbára, amikor már emberek is ültek az új űrhajóban és élesben próbálhatták ki az új eszközök nyújtotta új képességeket. A fő célkitűzés „demonstrálni és felmérni az űrhajóban, a hordozóeszközben és az eljárásokban rejlő képességeket a jövőbeni hosszútávú és randevú repülések érdekében” volt. Ebben a kérdésben az okozta a fő dilemmát, hogy milyen hosszú repülés tudja ezt megvalósítani. Sok vita után megmaradtak a még a Gemini-program általános tervezésénél felvázolt három Föld körüli keringésig tartó verziónál, némiképp még a hiányos Mercury tapasztalatokra alapozva. A rövid repülési idő, valamint az űrhajósok számára korlátozottan rendelkezésre álló felkészülési idő folytán a küldetéstervezés csak olyan kísérleteket tudott betervezni a repülésre, amelyek nem igényeltek komolyabb felkészülést és az űrhajósok egyszerűen és gyorsan végre tudták hajtani, ezért mindössze három kísérletet – egy a sugárzásnak a sejtekre való hatását mérő, egy sejtnövesztési és egy kommunikációs kísérletet – terveztek be a fő, az űrhajó manőverezőképességét kipróbáló tesztek mellé. Ezzel a Gemini–3 egyfajta hidat képzett a rövid, de hatékony repülésével a nyúlfarknyi Mercury repülések és a későbbi, az akár egy hetet is meghaladó, bonyolult Gemini repülések között.
Személyzetként Gus Grissom parancsnokot és John Young pilótát nevezte meg a NASA, előbbi a Molly Brown nevet választotta az űrhajónak. A startra 1965. március 23-án, helyi idő szerint 9:24-kor (14:24 UTC) került sor Cape Kennedy LC-19 indítóállásából. A három fordulatos repülés nagyon hamar lezajlott: az első keringésben elhárítottak egy kisebb műszerfal hibát, illetve nekiláttak a kísérleteknek, amelyek azonban nem sikerültek, a második keringésben került sor a történelmi és egyben legfontosabb próbára, az űrhajósok önállóan manővereztek – pályát változtattak az űrhajóval. Végül a harmadik körben már a leszállás előkészületeivel voltak elfoglalva. A leszállásra 4 óra 55 perc 14 másodperc repülés után került sor az Atlanti-óceánon, ahol a USS Intrepid anyahajó szedte fel az űrhajósokat. Ezzel az űrhajó berepülése sikeresen teljesítésre került, utat nyitva a későbbi, komolyabb Gemini repülések előtt.

### A Gemini–program második fázisa
A Gemini–program második fázisának tekinthető 5 repülés lényegében azoknak a teljes újdonságot jelentő mérföldköveknek a kipróbálása volt, amelyért magát a programot létrehozták, azaz a később holdra szállás mérföldköveinek számító műveletek életképességének bizonyítása. A NASA lényegében ezen az öt repülésen múlta felül véglegesen a szovjet űrprogramot és alig egy év alatt – legalábbis technikai értelemben – megfordította az űrversenyt, igaz annak végleges megnyeréséhez a közvélemény szemében mindenképpen kellett később a holdra szállás.
A NASA amikor áttért a repülések következő fázisára, az alapvetően előre kijelölt fő célkitűzéseken akart végigmenni, az első kutató repüléssel az űrrandevút célozva meg. Ám mivel az űrhajó képességeinek kifejlesztése sem volt még a végén, a szovjetek ráadásul végrehajtották az első űrsétát, ezért átalakították az első repülést és maguk is az űrséta megvalósítását tűzték ki célul, soron kívül. A startra 1965. június 3-án, 10:26:59-kor (15:15:59 UTC) került sor Cape Canaveral 19-es indítóállásáról. A repülés első feladata az űrhajót pályára állító Titan II második rakétafokozatával való űrrandevú volt, az űrhajósoknak egy-két méterre meg kellett volna közelíteni a leválasztás után eltávolodott eszközt és kötelékben repülni vele egy ideig. A repülés idejére még nem készült el a randevúradar fejlesztése, ezért az űrhajósok a saját szemükre támaszkodhattak csak a manővernél. Többszöri sikertelen próbálkozást követően McDivitték felhagytak a randevú megkísérlésével, mivel az nem vezetett eredményre.
A repülés második feladata az űrséta végrehajtása volt, amelyre Ed White volt kijelölve. White előbb elvégezte az űrséta előkészítő tevékenységeit (összeszerelt egy, a manőverezéshez szükséges sűrített levegős pisztolyt, illetve csatlakoztatta az űrruhájához a létfenntartó rendszer csatlakozóit, a köldökzsinórt, stb.), majd kihermetizálták a kabint, némi nehézség árán kinyitották a kabinajtót és az űrhajós kilebegett az űrbe. A manőverező pisztoly segítségével különböző irányú mozgásokat próbált ki, amelynek során az űrbeli mozgás semmiféle nehézséget nem okozott és nem merült fel egyéb zavaró körülmény, (pl. rosszullét) sem. Harminchat perc elteltével White az irányítás határozott utasítására visszatért a kabinba parancsnoka, Jim McDivitt mellé, amellyel az első amerikai űrsétát sikerrel teljesítettnek minősíthették.
Az űrsétát követően még három napnyi repülés várt az űrhajós párosra, amelynek során tizenegy tudományos (orvosi, fényképezési és egyéb) kísérletet hajtottak végre, mindet sikerrel. A repülés 48. keringésében meghibásodott az űrhajó komputere, ami miatt nem lehetett szó a tervezett, komputer irányítású visszatérésről. A 62 keringésben kézi irányítás mellett hajtották végre az űrhajósok a fékezést, a légkörbe való visszatérést. A Gemini IV 1965. június 7-én került sor az Atlanti-óceánon, ahol 81,4 kilométerrel a tervezett leszállási pont mellett szálltak vízre. A helyszínen várakozó USS Wasp anyahajó egy órán belül kiemelte őket.
A NASA számára a holdutazáshoz szükséges műveletek kipróbálása során a soron következő művelet, az űrrandevú kipróbálására hivatott repülés a Gemini V volt.

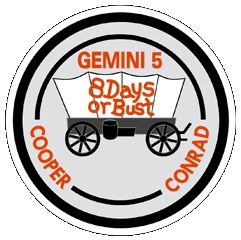
A Gemini V logőja és jelmondata: „8 nap, vagy halál”

A repülés 1965. augusztus 21-én startolt Cape Kennedy 19-es indítóállásából helyi idő szerint 9:00-kor (14:00 UTC), egy kis ún. pogo oszcillációt leszámítva eseménytelen start keretében. Az űrhajó 163*350 kilométeres ellipszis pályára állt. A pályára állás után rögtön hozzá is kezdett a Gordo Cooper parancsnokból és Pete Conrad pilótából álló legénység a legnagyobb figyelemmel kísért randevúkísérlet megvalósításához. Ehhez előbb kibocsátottak egy kis műholdat (hivatalos nevén a Randevú Felmérő Csomagot), majd mikor ez kissé eltávolodott, megpróbáltak odamanőverezni hozzá. Időközben azonban az első útjára felvitt üzemanyagcella, amely a fedélzeti áramellátásért volt felelős abnormális működési paramétereket kezdett jelezni, ami miatt a legénység elővigyázatosságból inkább leállította. Ezzel azonban az elsődleges célkitűzés, az űrrandevú meghiúsult, sőt felvetődött a repülés idő előtti megszakításának és a legénység hazahozatalának gondolata is. Houstonban és St. Louis-ban, az űrhajó gyártóhelyén hamarjában kísérletek indultak az üzemanyagcellával, majd az extrém paramétereken működő eszközzel szerzett tapasztalatok alapján a legénység is visszakapcsolhatta azt, hogy az űrhajóban visszaálljon az áramellátás. Ezzel a korai repülés megszakítás veszélye megszűnt és visszatért a randevúkísérlet gondolata. Ugyan a céltárgynak szánt műhold elveszett, az irányítás rájött, hogy nem igazán egy céltárgyra van szükség, hanem inkább egy kitüntetett pontra az űrben, amit meg lehet közelíteni (a céltárgy inkább csak megtestesíti azt). Ezért Buzz Aldrin vezetésével kidolgoztak egy ún. „fantom randevú” nevű eljárást, aminek pont az volt a lényege, hogy egy kitüntetett ponthoz manőverezzék az űrhajót. A harmadik keringés során Cooper sikerrel teljesítette a fantom randevút, ezzel igazolta, hogy a Gemini űrhajóval valóban lehetséges egy űrbéli randevú megvalósítása.
A további feladat a 8 napos – világrekordot jelentő – időtartam kirepülése volt. Ennek abban állt a jelentősége, hogy ez volt egyenlő nagyjából egy holdutazás elméleti oda- és visszaútjának időszükségletével. Ennek során összesen 17 kísérletet végeztek el – köztük két, a Pentagon által feljuttatott katonai kísérletet is –, zömmel sikerrel. A Gemini V 1965. augusztus 29-én, 7 nap 22 óra 55 per 14 másodperc repülést követően rendben leszállt az Atlanti-óceánra, ahol a USS Lake Champlain hordozó vette a fedélzetére a legénységet.
A következő két repülés – igaz némileg véletlenszerűen – szimultán repülés volt, amelynek során a fő célkitűzések közül az űrrandevút (két űrhajó űrbeli találkozását) és a holdutazás időtartamának megfelelő hosszútávú repülést próbálták ki. Az eredeti elképzelések szerint a Gemini V fantomrandevúja után a Gemini VI egy Agena célrakétával találkozott volna, létrehozva egy kézzelfogható, a közvélemény számára jól értelmezhető randevút. Az erre vonatkozó előkészületek megtörténtek és 1965. október 25-én az Agena el is startolt, miközben az űrhajósok is beszíjazva ültek az űrhajójukban a saját startjukra várva. Ám hamarosan az irányítás azt a hírt kapta a megfigyelőhajóktól, hogy az Agena-t valamilyen váratlan esemény érte és felszállás közben megsemmisült. Az embert szállító hajónak értelmetlen volt startolnia, így az űrhajósokat kiszállították, a rakétából pedig leengedték a betöltött hajtóanyagot a startot későbbre halasztva. Már a sikertelen start idején felmerült az ötlet, hogy a hosszas baleseti kivizsgálásra váró Agena helyett miért ne lehetne egy másik Gemini – a soron következő repülés embert szállító űrhajója – a céltárgy. Az ötlet hamar hivatalos tervvé lett és a felszállásra váró Gemini VII a Gemini VI céltárgya, csak a két repülés startsorrendjét kellett megcserélni. Illetve a Gemini csapatnak biztosnak kellett lennie abban, hogy az egyetlen rendelkezésre álló indítóállást alkalmassá lehet tenni néhány nap alatt arra, hogy újra indítani lehessen róla egy rakétát.

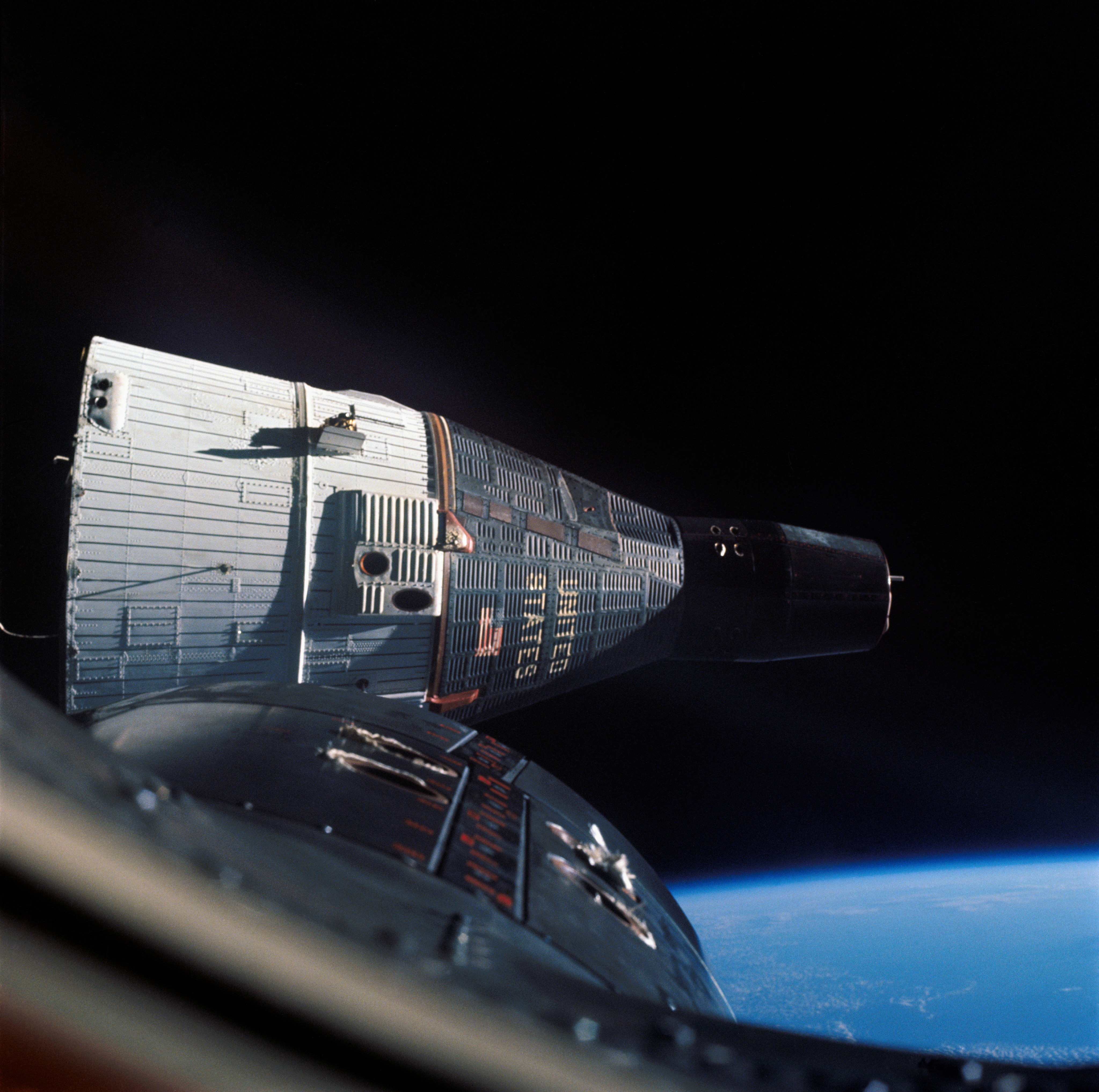
A Gemini VIA és a Gemini VII randevúja

Az elképzelésből hamar hivatalos terv lett és a Gemini VII már úgy indult az űrbe, az addigi időtartamrekordot messze megdöntő 14 napos útjára, hogy a célok között ott volt egy másik Gemini űrhajó fogadása is. A Gemini VII Frank Bormannal és Jim Lovelllel a fedélzetén 1965. december 4-én startolt. A két űrhajós arra vállalkozott, hogy két hetet tölt el egy akkora űrhajóban, mint egy Volkswagen Bogár első két ülése, mivel ez számított egy holdutazás elméleti maximum időtartamának. Az űrhajósoknak nem volt szigorú időbeosztása, de jó néhány kísérletet végeztek el a hosszú idő alatt. Közben elsőként próbálhatták ki, hogy milyen, amikor levehetik az űrruhájukat (igaz először csak felváltva engedte nekik az irányítás, az egyiküknek mindig űrruhába beöltözve kellett lennie, ami kezdetben meglehetősen frusztrálta a parancsnokot).
A start után a földi személyzetnek kilenc napja volt Cape Canaveral-en, hogy az első űrhajó felszállása után felkészítsék a startra a második Geminit. A Gemini VIA-ra átkeresztelt repülésen Wally Schirra és Thomas Stafford startját 1965. december 12-re tűzték ki. Aznap rendben meg is történt minden startelőkészület, ám a visszaszámlálás során a legutolsó másodpercekben egy elektromos csatlakozó hibája miatt leállt a startfolyamat és az űrhajó a Földön maradt. Nagy szerencsére Schirra nem húzta meg az ilyen esetekre előírt katapultálást kiváltó kart. Az űrhajó átvizsgálása során hamar kiderült a hiba oka, ami ráadásul egy nagyon könnyen kijavítható hiba volt, és így esély nyílt rá, hogy a még mindig hat napig fenn tartózkodó űrhajóhoz még egyszer megpróbáljanak egy randevúkísérletet. 1965. december 15-én aztán végre sikeresen elstartolt a Gemini VIA. Schirráék mindössze négy keringés alatt utolérték a másik Geminit, majd mintaszerű űrrandevút mutattak be. A műveletek során a Gemini VIA játszotta az aktív, míg Bormanék űrhajója a passzív szerepet. A Gemini VIA repülése mindössze egy napig tartott, aminek során megközelítették, majd eltávolodtak a célűrhajótól, végig 30 cm és 90 méter között tartva a távolságot. A randevú sikeres volt. A randevú teljesítése után a Gemini VIA leszállt, Bormanék számára már csak az maradt a feladat, hogy ők pedig a 14 napos időtartamot teljesítsék ki. Főként pszichológiai nehézségek támadtak a hátralevő időben (főként Borman tűrte rosszul a maratoni bezártságot), amelyet követően 13 nap 18 óra 35 perc repülést követően a Gemini VII is leszállt az Atlanti-óceánra.
Az utolsó kipróbálatlan manőver, két űrhajó összekapcsolása a világűrben a Gemini VIII-ra maradt. A dokkolást ezúttal (is) a Gemini VI eredeti tervének megfelelően egy Agena célrakétával tervezték. A tervek szerint a Gemini VIII-cal már a korábbiakhoz képest eggyel komplexebb feladatsort céloztak meg, mivel a dokkolás mellett még tervezték, hogy az összekapcsolt űrhajórendszerrel, az Agena hajtóművének felhasználásával végezzenek manővereket, majd ezzel párhuzamosan a pilóta még űrsétát is tett volna. A repülésre Neil Armstrong parancsnokot és Dave Scott pilótát jelölték legénységül.

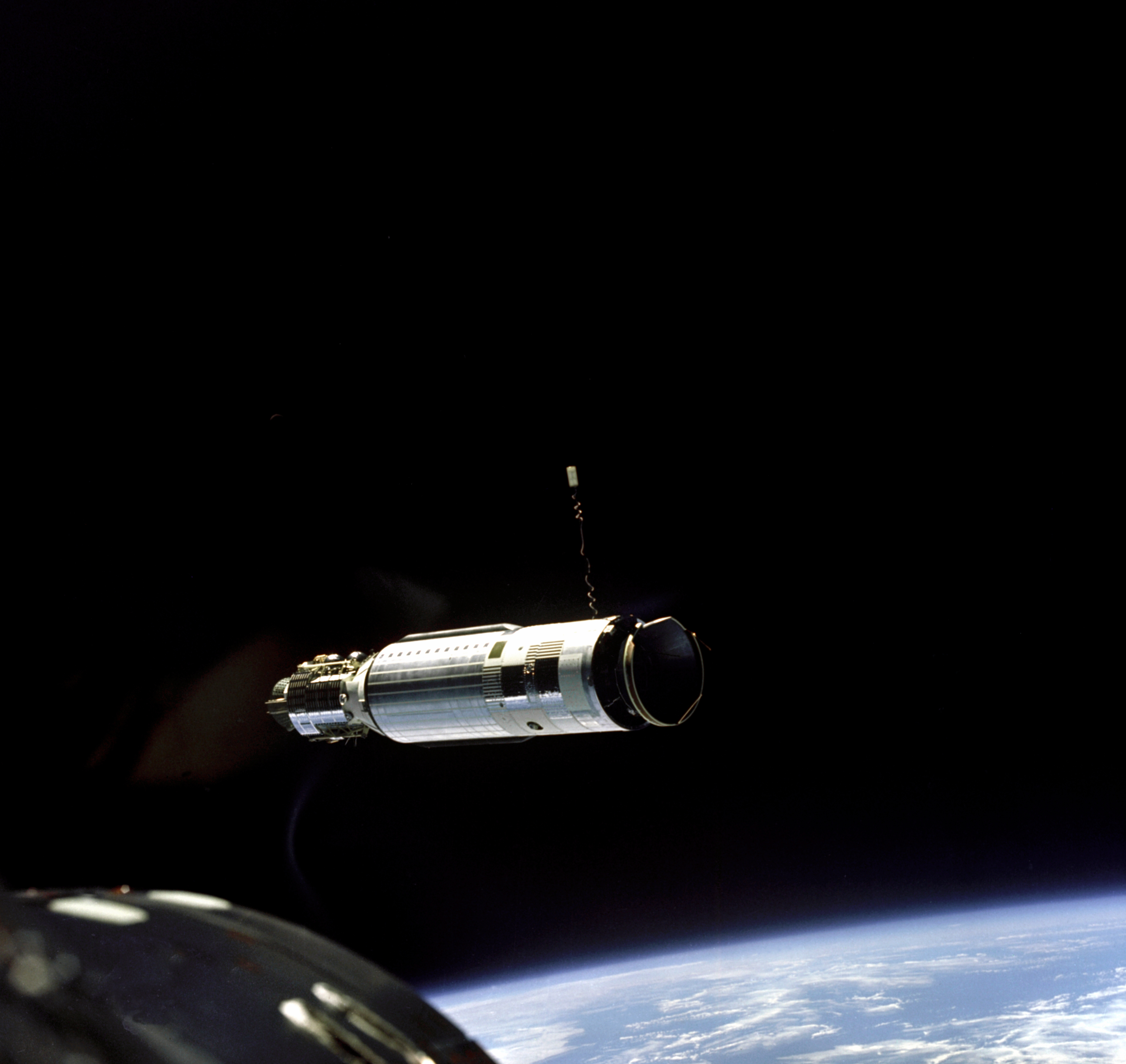
A történelem első űrbeli dokkolása egy Agena célrakétával

A Gemini VIII 1966. március 16-án startolt azt követően, hogy másfél órával korábban az Atlas-Agena űrszerelvény is sikeresen elstartolt Cape Canaveralről és a célrakéta problémamentesen pályára állt. Armstrongéknak az előző randevúkísérlet során kidolgozott koreográfiát követve az első szakaszban nem volt számottevő dolga, mivel a két űreszköz pályáját úgy választották meg, hogy az azokon közlekedő űrhajók automatikusan megközelítsék egymást. Az aktív űrhajóban ülő parancsnok feladatai akkor kezdődtek, amikor bekapcsolt a radar és 322 kilométerről befogta a céltárgyat. Majd 104 kilométernél a vizuális kontaktus is megvolt. Armstrong végül egészen 45 méterrel a találkozás előttig csökkentette a távolságot a két űrhajó között, ahol aztán megállt és egy rövid ideig kötelékben repültek. Ezt követően aztán megkezdődtek az összekapcsolást célzó korrekciók és fél óra elteltével a két űrhajó eggyé vált, amikor a dokkolóreteszek szilárdan rögzítették az egymáshoz navigált űrhajókat. Armstrong diadalmasan jelentette az irányításnak, hogy sikerrel dokkoltak.
Ezt követően azonban minden rosszra fordult. Az űrhajó elkezdett pörögni, ami valamilyen kormányzásbeli hibát mutatott. Még a repülés előtt az irányítás olyan eligazítást adott, ha bármilyen hiba merülne fel, az űrhajósok váljanak le az Agena-ól, mert vélhetően az a hibás. Armstrongék így is tettek, ám ekkor kiderült, hogy nem az Agena a rossz, hanem a saját űrhajójuk. A – beragadt kormányfúvóka miatti – forgás egyre erősödött, mígnem hamarosan elérte az egy fordulat/perc sebességet, amely már hatással volt az űrhajósok érzékelésére. Szédülni kezdtek és a helyzet azzal fenyegetett, hogy elájulhatnak és végül meg is halhatnak. Ekkor Armstrong merész döntést hozott (időközben végig a rádió követőállomások által el nem ért „lyukban” voltak, teljesen magukra utalva) és leállította az orbitális szakaszban használatos kormányrendszert és átváltott a csak a légköri visszatéréshez használt másik, független kormányrendszerre. Ezzel sikerült megállítani a forgás, ám ez egyben azt jelentette, hogy lényegében azonnal le kell szállni, megszakítva minden további repülést. További gondot jelentett, hogy ekkor az eredetileg tervezett és hajóegységekkel telerakott leszállási körzet, az Atlanti-óceán szóba sem jöhetett, helyette a Csendes-óceánon kellett végrehajtani a leszállást ahol a haditengerészet sokkal kisebb mentőkapacitással rendelkezett. 10 óra 41 perc 26 másodperc repülést követően a Gemini VIII sikeres leszállást hajtott végre Japán mellett és ezzel a NASA az első vészhelyzetén sikeresen túljutott, emellett teljesítette az első űrbéli dokkolást is.

### A Gemnini–program harmadik fázisa

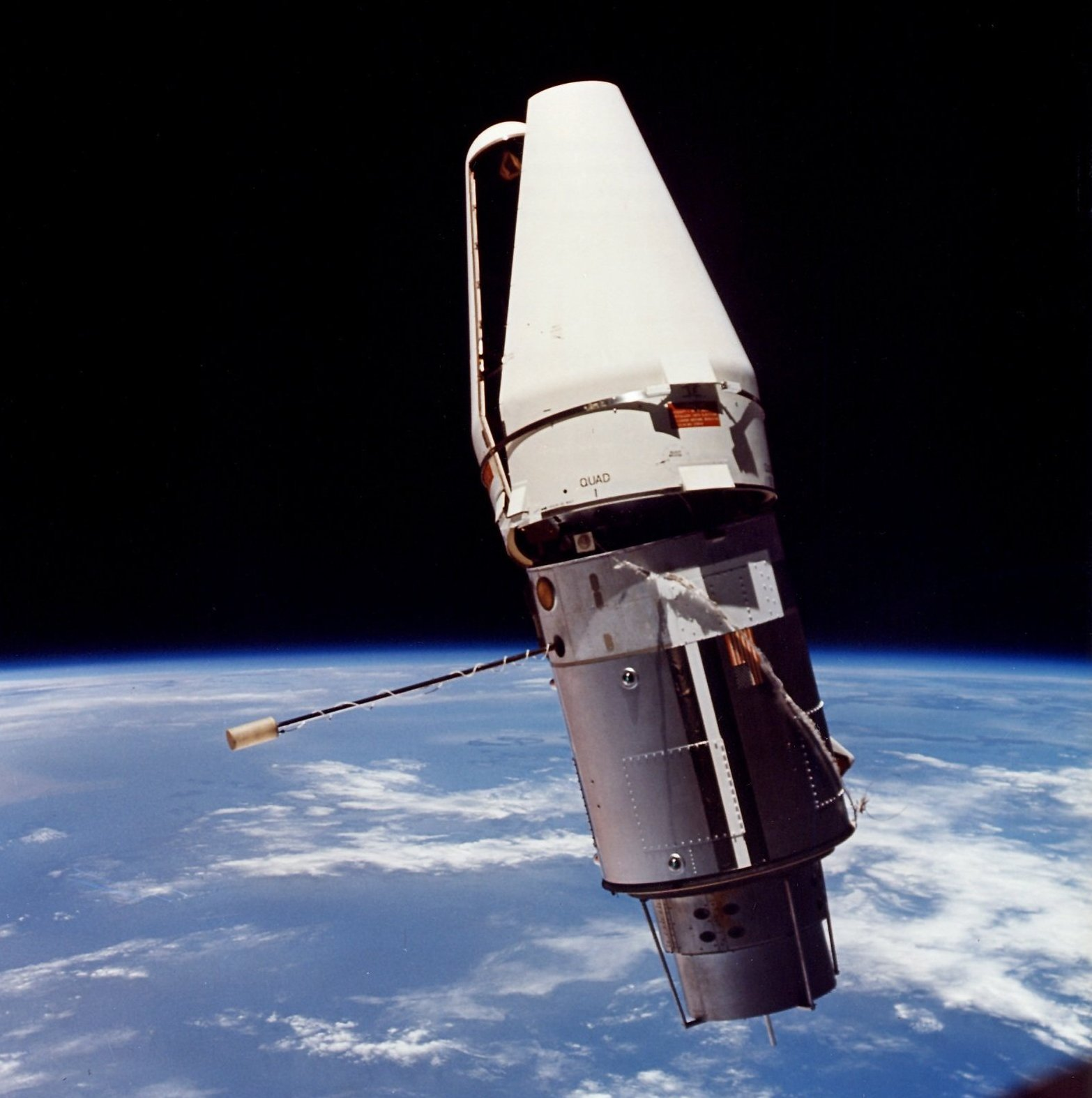
A Gemini IXA céltárgya, az ATDA a félig kinyílt orrkúppal

A Gemini VIII által teljesített világelső dokkolás után a Gemini–program legfontosabb szakasza – amikor a tervezett holdra szálláshoz szükséges manőverekről (űrséta, űrrandevú, dokkolás) tételesen bebizonyították, hogy kivitelezhető – lezárult. Az ezt követő repülések során a tapasztalatot kívánta a NASA elmélyíteni, valamint kombinálni a szükséges műveleteket, egy repülésen többet, többször végrehajtva. A Gemini IX már ezek szerint kapott feladatot, egy randevút és dokkolást, valamint egy űrsétát is végre kellett hajtani egyetlen repülés során általa.
A repülés története három hónappal a start előtt kezdődött, egy sajnálatos repülőkatasztrófával. A kijelölt legénység, Elliot See parancsnok és Charlie Bassett pilóta, valamint tartalék legénység a kiképzés keretében az űrhajót gyártó McDonnell Repülőgépgyár St. Louis-i gyártóhelyére indult T–38-as kétüléses gyakorlógépeiken. Ám az érkezéskor olyan rossz idő fogadta a repülőket, hogy különböző korrigáló manővereke kényszerültek, amelynek során See pilótahibát vétett és leszállás helyett rázuhant a McDonnell gyártócsarnok tetejére. A katasztrófa során mindkét űrhajós azonnal életét vesztette. Az elhunyt űrhajósok helyére a tartalékokat, Tom Stafford parancsnokot és Gene Cernan pilótát nevezte ki Deke Slayton, míg új tartalékokként a Gemini X tartalék legénységét Jim Lovellt és Buzz Aldrint.
A repülés következő állomás ismét egy kudarc volt. A startot 1966. május 17-re tűzték ki, ám aznap az Agena célrakéta felbocsátása ismét kudarcba fulladt, amikor a hordozó Atlasz rakéta meghibásodott és két perc normál működés után az irányítórendszer hibája miatt a Föld felé fordult, amelynek következtében az Agena az Atlanti-óceánba zuhant. Az Agena korábbi problémái miatt a NASA-nak már volt egy pótmegoldása, építtettek egy meghajtás nélküli Agenát, dokkolószerkezettel, amely az ATDA nevet kapta. A kudarcot követően ezt a szerkezetet vették elő. A megismételt startra 1966. június 1-jén került sor, ismét nem problémamentesen: az ATDA-ról érkező telemetriai jelek szerint a védő orrburkolat nem vált le róla rendesen, illetve a Gemini űrhajó startjakor olyan nem várt rendszerhibák léptek fel, amelyek miatt kicsúsztak a rövidre szabott (40 másodperces) indítási ablakból és a startot 48 órával el kellett halasztani.
Az elhalasztott start 1966. június 3-án sikeres volt. A legénység a terveknek megfelelően a harmadik keringésben sikerrel végrehajtotta a randevút az ATDA-val és megerősítette, hogy az orrkúp tényleg nem vált le. Ezután különböző randevúkísérleteket végeztek, többször eltávolodva, majd újra megközelítve a céltárgyat. Közben felmerült, hogy az űrhajó orrával lökjék le az orrkúpot, vagy egy űrsétával vágják el a rögzítőket, ám az irányítás ezt elvetette. Helyette kísérletekkel és egy űrsétával próbálkoztak. Az utóbbi során az űrhajósnak komoly munkát tűztek ki, egy újonnan fejlesztett rakétaszéket, az AMU-t kellett összeállítania és kipróbálnia. Ám a rossz tervezés miatt az űrhajóra nem került elegendő kapaszkodó, rögzítési felület, ezért a mozgás az űrhajós számára módfelett nehézzé vált. Olyan nehézzé, hogy a folyamatos erőfeszítésben kiizzadt. Ám ez újabb tervezési hibát fedett fel: Cernan sisakja bepárásodott, ezzel az űrhajós vakká vált. A hiba folytán nem tudta befejezni a rakétaszék összeszerelését és kiváltképpen nem tudott repülni vele az űrhajó mellett, ezért a parancsnokkal egyetértve dolgavégezetlenül megszakították az űrsétát és a végletekig kihevült és kimerült űrhajóst visszarendelték az űrkabinban. Végül így, egyetlen feladatot sem teljesítve tért vissza a Földre a Gemini IX.

## Személyzet
A Gemini IX-en történt repülőgép katasztrófa még a a Gemini X-re is kihatással volt. A Gemini IX startja előtt három hónappal az eredetileg kijelölt legénység, Elliot See és Charlie Bassett elhunyt, amikor a kiképzés közben egy rutin átrepülés közben (tartalékaikkal éppen St. Louisba repültek T-38 gyakorlógépeiken a McDonnel gyártóbázisára, ahol a Gemini űrhajókat szerelték össze) a rossz időjárási körülmények miatt gépükkel az egyik gyártóüzem tetejére zuhantak és azonnal meghaltak. A tragédia miatt NASA a tartalékaikat emelte az első számú legénységbe és a tartalékok helyére a Gemini X eredeti tartalék legénységét, Jim Lovellt és Buzz Aldrint hozta előre. Emiatt a Gemini X tartalék legénysége is megváltozott: Al Bean és Clifton Williams lettek az új tartalékok.

### Repülő személyzet

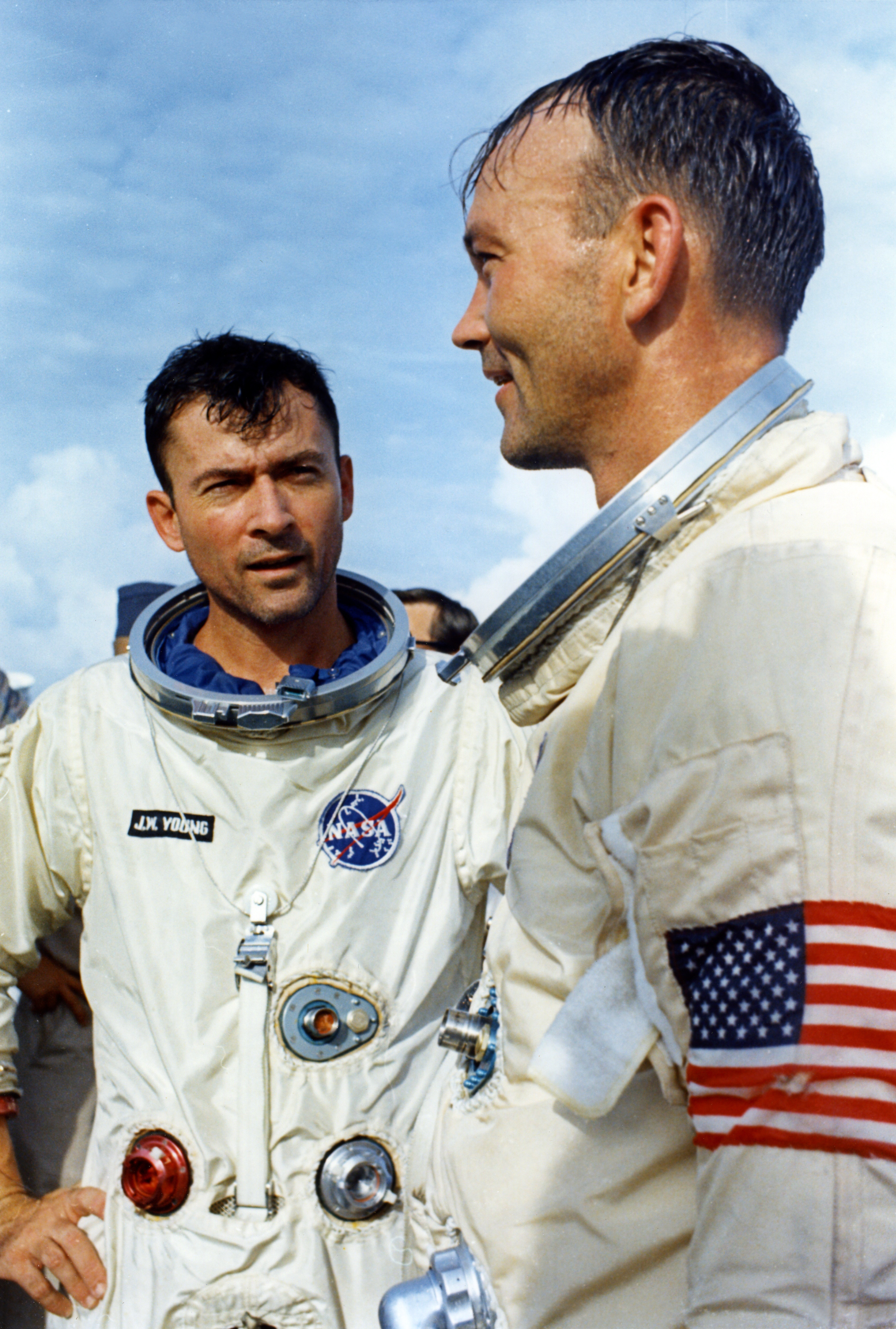
Mike Collins(jobbra) és John Young

| Beosztás   | Űrhajós                    | Űrhajós                    |
| ---------- | -------------------------- | -------------------------- |
| Parancsnok | John Young (6) űrrepülés   | John Young (6) űrrepülés   |
| Pilóta     | Mike Collins (2) űrrepülés | Mike Collins (2) űrrepülés |

### Tartalék személyzet
| Beosztás   | Űrhajós                        | Űrhajós                        |
| ---------- | ------------------------------ | ------------------------------ |
| Parancsnok | Al Bean (2) űrrepülés          | Al Bean (2) űrrepülés          |
| Pilóta     | Clifton Williams (0) űrrepülés | Clifton Williams (0) űrrepülés |

## A repülés

### A repülés közvetlen előzményei
A Gemini X előkészületeire rányomta a bélyegét, hogy előzőleg a Gemini V-tel kezdődően a program minden egyes repülésébe a sikerek mellé kudarcok is ékelődtek, egyik repülést sem lehetett maradéktalan sikernek értékelni, így a NASA vezetése a program hátralevő repüléseinél változásokat szeretett volna látni. Azonban a rendelkezésre álló rövid idő miatt mélyreható változásokat nem lehetett végrehajtani, amelyek így a Gemini X-et csak kis részben tudták érinteni.
A Gemini X, mintha mi sem történt volna a Gemini VIII-cal és Gemini IX-cel, egy még ambiciózusabb tervet kapott, a kettős randevút. Ennek keretében az előző repülésekhez hasonlóan a Gemini X először találkozott, majd összekapcsolódott volna a saját, előre felbocsátott Agena célűrhajóval, majd az összekapcsolt űrszerelvény pályáját az Agena hajtóművének segítségével úgy emelték volna, hogy másodikként találkozzanak a még mindig fenn keringő Gemini VIII-tól visszamaradt Agena-val. Ezzel szemben azonban – a sok ismeretlent, kipróbálatlant tartalmazó volta miatt – sok kérdés merült fel. A kisebb probléma az volt, hogy a kettős találkozás rendkívül pontos időzítéseket igényelt, mindezzel együtt úgy tűnt, hogy nincs esély második próbálkozásra, a startnak elsőre sikerülnie kellett, a számított időben.
A nagyobb probléma a zsúfolt műveleti terv volt. Nem volt elég, hogy a két randevúval kipróbálatlan területre tévedtek, még egy űrsétát is álmodott a tervezés a repülés menetébe. Az 1966. január 24.-én megnevezett személyzet, John Young parancsnok és Mike Collins pilóta eredetileg semmilyen űrséta programot nem kapott, ám hamarosan egy bonyolult, kísérletekkel és mind az űrhajón, mind a célrakétán elhelyezett mintavevők leszerelésével és visszahozatalával tűzdelt feladatsort kaptak. A repülés során a mérnökök emelni kívánták a legénység navigációs képességeit is, amihez egy sor új fedélzeti navigációs eszközt terveztek felküldeni. Nem volt egyetértés abban sem, hogy a kettős randevú második tagjára mikor kerüljön sor, mivel ütközéseket okozott az időrendben. A kérdésen összesen 50 ember dolgozott, mire végül kialakult a végleges műveleti utasítás.

### Felszállás
A felszállásra a Gemini VIII-tól kezdve megszokott módon, szimultán került sor. Előbb az Agena startolt a 14-es indítóállásból és állt pályára mindenféle probléma nélkül. 100 perccel a célrakétát követően indult el a Gemini–10 1966. július 18-án, helyi idő szerint 17:20:26-kor (22:20:26 UTC) a 19-es indítóállásból. Ezen start során azonban már merültek fel apróbb rendellenességek. A felszálláskor a tüzelőanyag feltöltőcsöve belegabalyodott az őt leválasztó bowdenbe és a startkor a rakétához csatlakozva maradt, amely így kitépte azt az indítóállás tornyából és a második rakétafokozat végig magával cipelte azt az űrbe. A startot rögzítő, a rakétára szerelt kamera pedig rögzítette, hogy az első fokozat oxidálószer tartálya felhasad a leválasztást követően és egy nagy nitrogén tetroxid felhőt hagy hátra. Más bizonyíték (pl. telemetrián keresztül érkező) nem volt, csak a képfelvétel, ám korábban másik 7 alkalommal is rögzítettek ilyet Titan IIB rakétákon, így típushibának (szerkezeti hibának), vagy véletlennek (pl. törmelékkel való ütközés) volt tekinthető az eset, ám mivel az űrhajósok biztonságát ez nem veszélyeztette, nem látott a NASA szükségesnek beavatkozást.

### Az első randevú

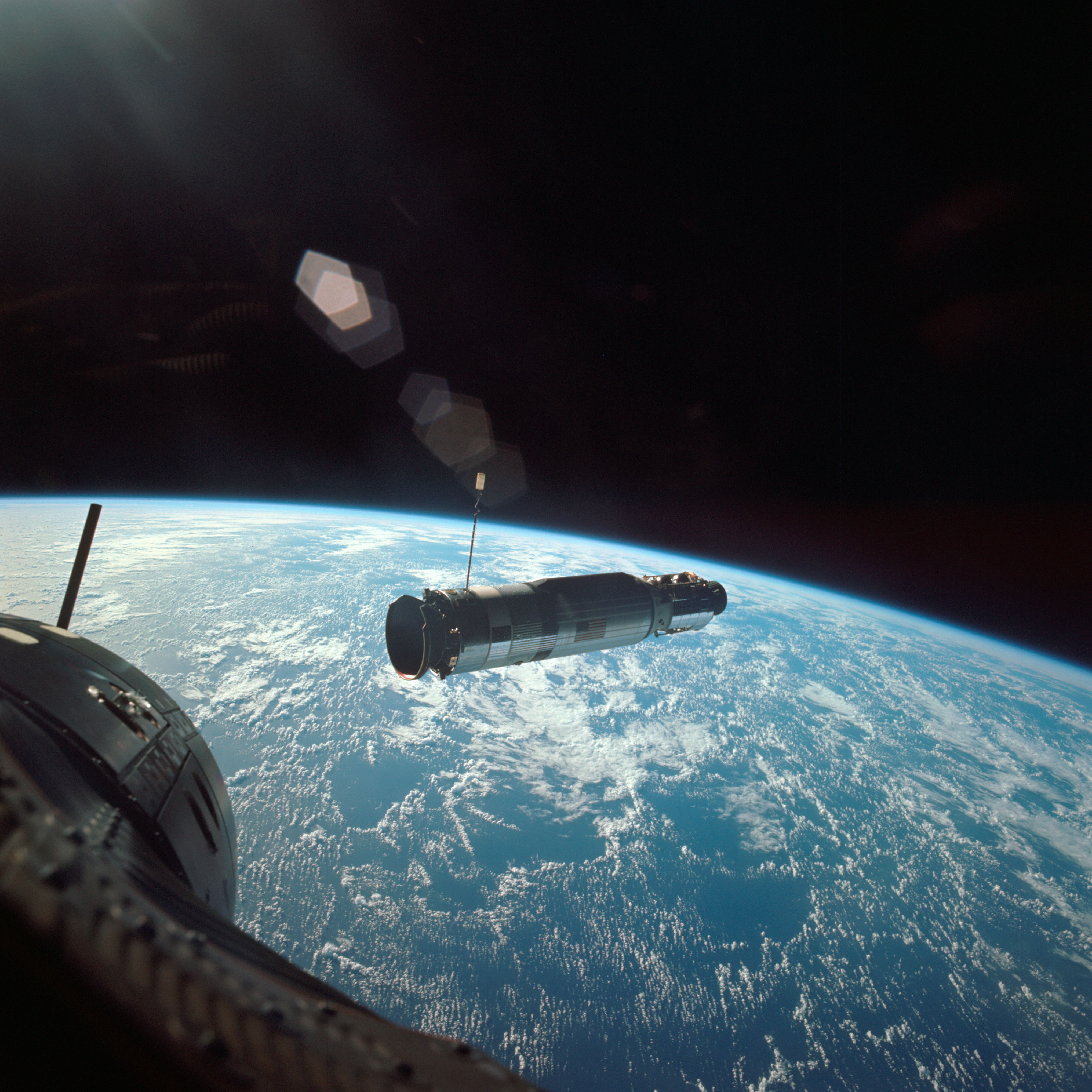
A Gemini X találkozása az Agena-val, két sikertelen kísérlet után az első igazán sikeres dokkolás következett

A Gemini X a pályára állásakor 1800 kilométerrel az Agena mögött keringett, egy kissé eltérő pályán, mint a céltárgy. Az előző repülésekhez hasonlóan a pályákat úgy választották meg, hogy a kissé lejjebb, ezáltal gyorsabban keringő Gemini űrhajó automatikusan behozza a lemaradását. Glynn Luney, az irányítás vezetője a negyedik keringésre tűzte ki a találkozást és összekapcsolódást. Collins feladata az űrhajó pontos helymeghatározása volt, amelyet a fedélzeten újonnan rendszeresített Kollsman szextánssal kellett elvégeznie. A megfigyelések közben a horizontot kellett beállítania a műszer nézőkéjében, de hibát vétett és a felső atmoszféra egy fénylő rétegét vélte a horizontnak a Földgolyó széle helyett. Ezután azt tapasztalta Collins, hogy a betanult referenciacsillagok helyzete helyett egész más égképet lát, így meghiúsult a beállítási kísérlet. Ekkor a szextáns helyett egy Ilon nevű műszerrel próbálkozott, de ez sem hozott sikert, mivel ennek a műszernek nagyon korlátozott volt a látómezeje. Ez a bizonytalanság oda vezetett, hogy az űrhajó pályája némileg eltért a tervezettől, illetve a földi irányítás számításaitól, ezért az irányítás úgy döntött, hogy nem használják Collins adatait a manőverekhez, hanem a földi adatok lesznek a referencia. Azonban a földi adatok sem tükrözték a valóságot, mivel a Gemini X kissé elfordult a referenciaként meghatározott iránytól, amit Young és Collins nem vett észre. Az ilyen módon – rossz kiinduló paraméterekkel végrehajtott pályamódosítások nem vitték pontosan az Agena közelébe az űrhajót, így két további, nagyobb pályakorrekció vált szükségessé. Mindezek, valamit a végső megközelítés eltérései miatt 181 kg hajtóanyagot fogyasztottak el az űrhajósok, jóval többet a tervezettnél.
A repülés 5.órájának 52. percében Collinsék jelentették a sikeres dokkolás tényé. A NASA-nak hosszú idő után először volt egy hibátlanul összedokkolt űrhajóegyüttese. Ám a korábbi, terveket messze meghaladó hajtóanyag-felhasználás megbosszulta magát, nem lehetett az eredeti repülési terv szerint továbblépni. Az irányítás törölte a dokkolási gyakorlatokat (azaz azokat a műveletekben, amikor a Gemini elszakadt az Agenatól, majd ismét visszatért különböző szögekből és újra dokkolt), hogy üzemanyagot takarítsanak meg a későbbi, fontosabb manőverekhez. A legénység először azt gondolta, hogy esetleg elmarad a második manőver is a Gemini VIII Agenájával, de az irányítás hamarjában engedélyt adott a manőverre való felkészülésre.
A randevút követően egyetlen feladat maradt hátra, egy olyan manőver, amelyet még nem hajtottak végre a Gemini–program során: az összekapcsolt Gemini–Agena űrszerelvényt az Agena hajtóművel tovább kellett gyorsítani az űrhajósoknak, így megemelve a pályájuk földtávolpontját, azaz a Föld feletti magasságukat. Az Agena egy 80 másodperces hajtóműindítással 129 m/sec sebességgel növelte az összekapcsolt űrhajók sebességét, így elérték a 763 kilométeres magasságot (a földközelpont 294 kilométerre változott). Az űrhajósok a rekord magasság ellenére inkább az űrhajójuk rendszereivel, a műszerekkel voltak elfoglalva, az egyedi nézőpont adta lehetőségeket alig használták ki (legfőképp amiatt, mert az Agena kitakarta a kilátásuk legnagyobb részét). A manőver végeztével Collinsék aludni tértek a műveleti terv szerint, bár nem igazán voltak még fáradtak, ami nehezítette az elalvásukat. A pihenő idő alatt az irányítás alternatív terveket dolgozott ki, hogy az elmaradt manővereket hogyan lehetne elvégezni.
A pihenést követően újabb pályakorrekció következett, ismét az Agena hajtóművét és üzemanyagát használva a földtávolpontot lecsökkentették 382 kilométerre, közelítve az űrszerelvényük pályáját a Gemini VIII Agenajáéhoz. A pilóták számára szenzációt jelentett, hogy az ablakaikon keresztül láthatták, ahogy a rakéta beindul és tüzet okádva, szikrát hányva teszi a dolgát. A manőverek közötti időkben pedig számos kísérletet végeztek el az űrhajósok. Az MSC–3 jelű kísérletben egy háromtengelyű magnetométerrel végeztek méréseket, amelyek során a sugárzásra voltak kíváncsiak, különösen a Dál-Atlanti Anomália területén. A sugárzásnak egyébként még két további kísérletet szenteltek: az MSC–6-ot, amely egy béta spektrométer volt és az MSC–7-et, amely szintén spektrométer volt és az ún. fékezési sugárzást mérte.

### EVA 1

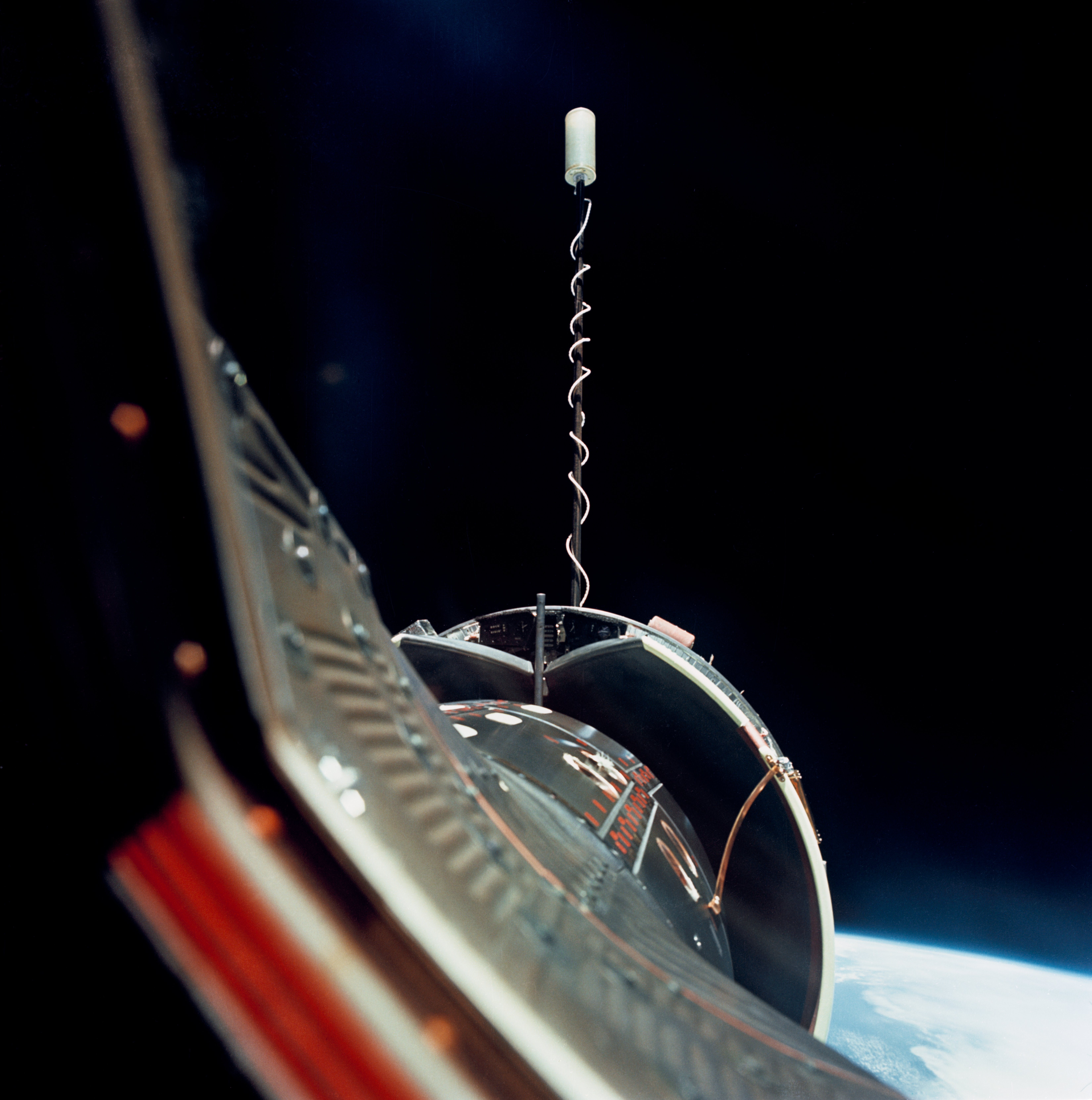
A Gemini X és a hozza kapcsolt Agena

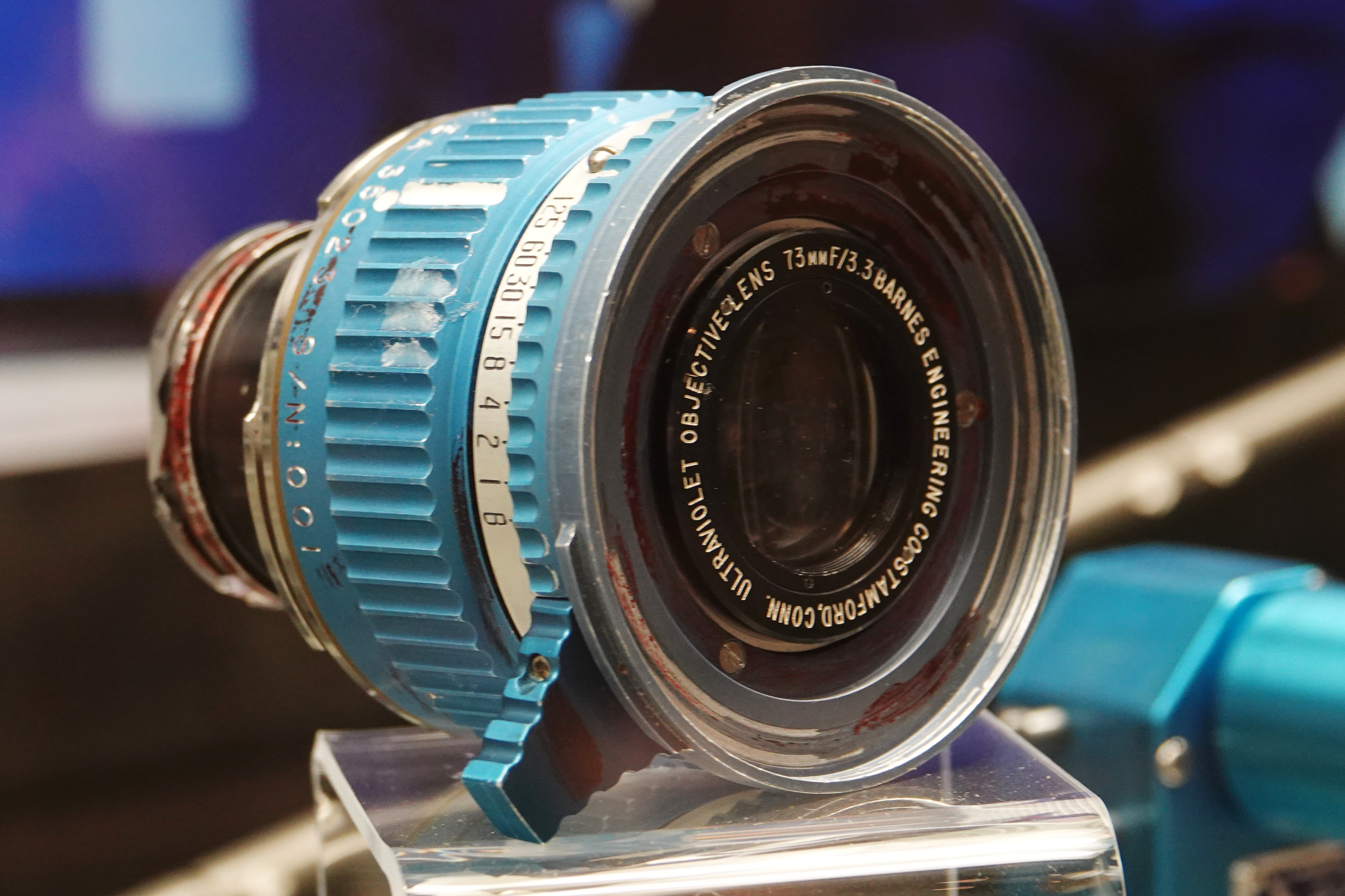
A Gemini X ultraibolya fényképezéshez használt objektívje

A Gemini VIII Agena-jával való találkozás előtt a műveleti tervben szerepelt egy furcsa űrséta, ami a leírás szerint ún. „felállva végzett űrséta” volt. Erre inkább a kísérletek miatt volt szükség, mintsem érdemi munkára lett volna jó és a gyakorlatban annyit jelentett, hogy az űrhajósok kinyitották az űrhajó ajtaját, majd a pilóta felállt az ülésében és anélkül, hogy elhagyta volna az űrhajót, derékig kiemelkedett belőle, azaz egyszerre volt a világűr vákuumában és az űrhajó biztonságában. Michael Collins napnyugta előtt nyitotta ki az ajtót és állt fel az ülésében, majd az S–13 jelű kísérlet keretében egy 70 mm-es lencséjű távcsővel próbálta elkapni a csillagok ultraibolya fénylését. Collins a kísérlet során a Déli Magellán felhőre irányozta a gépet és 22 felvételt készített. Az egész éjszakai félgömb felett töltött időt erre a feladatra szánta az irányítás. A napfényes félteke fölé érve Collins hozzákezdett az MSC–8 jelű kísérlethez, amely a színhűségre koncentrált arra, hogy a felvételekhez használt film valóban visszaadja-e a valós színeket. Azonban Collins nem tudta befejezni a feladatot, mivel a szeme elkezdett könnyezni. Ahogy Youngé is. Mindketten furcsa szagot is kezdtek érezni a sisakon belül és arra gyanakodtak, hogy a párásodásgátló spray, amivel beszórták a sisak belső felületeit, az okozza a jelenséget, az irritálja a szemüket, aztán felmerült, hogy a fura szag a létfenntartó rendszerben használ lítium-hidroxidból ered. Ezért Collins visszaült az ülésébe és becsukták az ajtókat is, 6 perccel a tervezett időpont előtt. Az irányítás végül kiderítette, hogy az űrhajósok bekapcsolva használták mindkét beépített sisakventillátorukat és a szemüket az azok által keltett „huzat” irritálta és nem a furcsa szag. Az űrsétát követően a két holtfáradt űrhajós örömmel fogadta a műveleti tervben szereplő következő pontot: újabb alvási periódus következett.

### A második randevú
Az alvási periódusból felébredve az űrhajósok újabb dolgos napnak néztek elébe. Ehhez előbb 39 órányi összekapcsolt repülést követően leváltak az Agena-ról. Ezt úgy élték meg, „mintha egy vasúti kocsiban ülnénk és a mozdony eltolat előlünk”, azaz visszakapták a kilátást az ablakon keresztül, amelyet addig jórészt kitakart az Agena. Ezt követően a kísérletek kerültek előtérbe. Az S–26-os kísérlet keretében az ion áramlást mérték a levált Gemini űrhajó palástja körül. Az S–5 jelű fényképezési feladatban a földfelszín áttekintő fotózását, míg az S–6 jelűben az időjárási jelenségek szintén áttekintő fotózását végezték el. A kísérletek után megkezdődött a felkészülés Collins második, ezúttal „igazi” űrsétájára, amelyre a második Agena közelében került sor. Ennek befejeztével utánanéztek a célpontnak és Collins jelentette is
„Először pillantottuk meg a Gemini VIII-at, e pillanatban kissé homályosan.”
Az irányítás kétkedve fogadta a hírt
„A távolságotok Gemini X jelenleg 95 (tengeri) mérföld (176 kilométer). 95 mérföld igencsak nagy távolság.”
Kiderült, hogy Collins a saját, 5,5 kilométerre eltávolodott céltárgyukat pillantotta meg és nem a célpontot. Erre egészen addig kellett várni, amíg 37 kilométerre meg nem közelítették a céljárművet. Ekkor egy csillagszerű pontnak írták le az űrhajósok. Közel két óra telt el az állítólagos első megpillantás rádiójelentése és a tényleges megközelítés között. A legénység úgy találta, hogy a Gemini VIII Agenaja meglehetősen stabilan keringett a pályáján, ahogy végül 3 méteres távolságra manőverezték az űrhajójukat. 30 perc múlva a leginkább az üzemanyag miatt aggódó (és a művelet során az immár megfelelően kevés hajtóanyag elhasználását rögzítő) irányítás engedélyt adott az űrsétára is.

### EVA 2

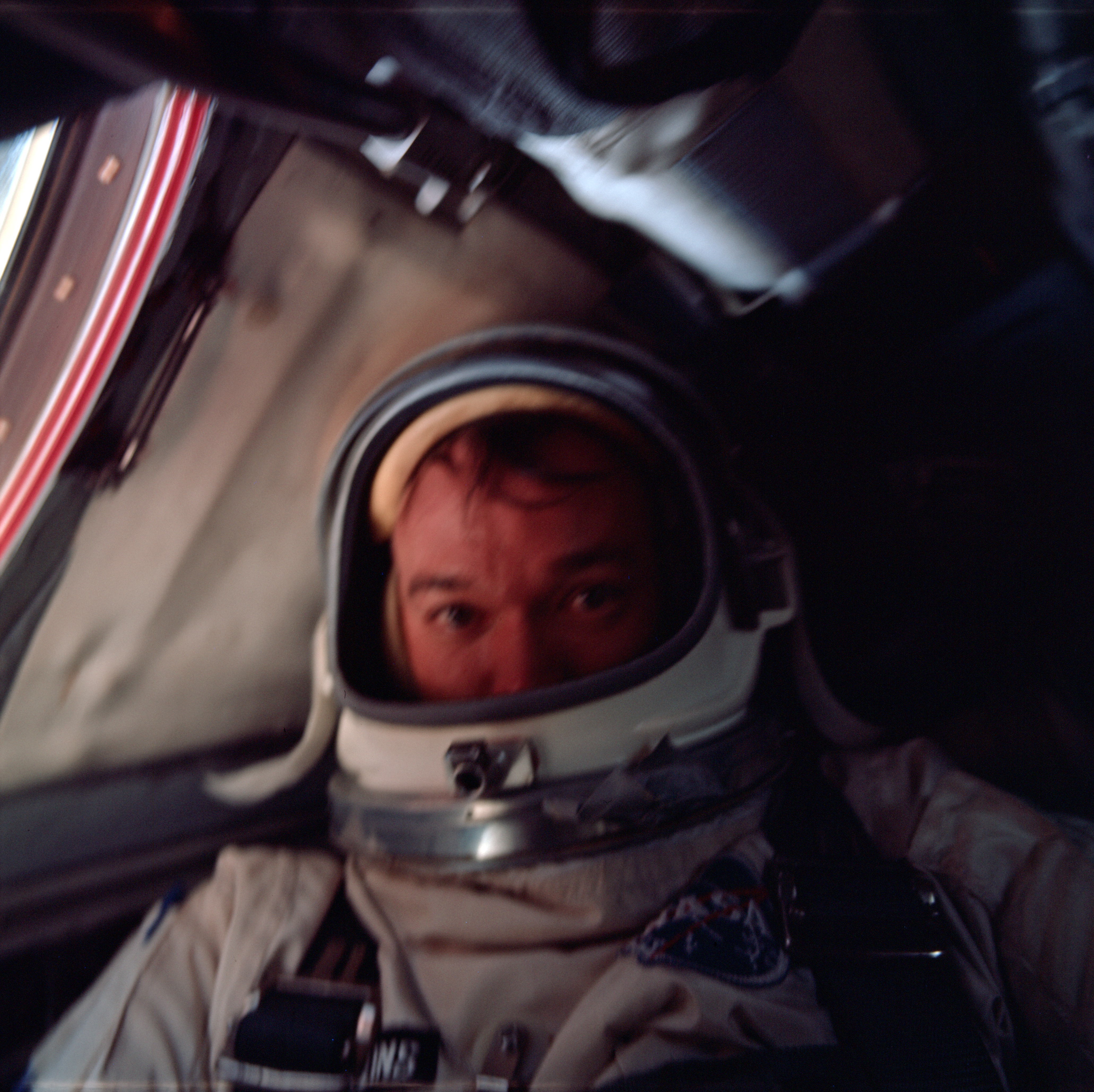
Mike Collins a Gemini X fedélzetén

Az engedéllyel a birtokában Collins hozzákezdett az első igazi űrsétájához, kinyitotta az ajtót és nemcsak felállt az ülésében, hanem kilebegett a kabinból. Az első feladat az volt, hogy az űrhajó külsején elhelyezett űrséta csomagot (amelyben a manőverezést segítő rakétapisztoly kapott helyet) megtalálja, kinyissa és elvégezze annak összeszerelését, valamint csatlakoztatását annak hajtóanyagtartályához. Ezt követően vissza kellett mennie a fülkébe, ahol megkapaszkodhatott, amíg Young még közelebb manőverezte a Geminit az Agena-hoz. Collins ugyanarról számolt be, mint Cernan a Gemini IX-en: minden lassabban és nehézkesebben ment, mint tervezték. Amikor Young a megfelelő pozícióba manőverezte a Gemini-t, Collins elrúgta magát az űrhajótól és átlebegett az Agena-hoz, ahol egy mintavevő fémlapot kellett leszerelnie (amely mikrometeoritokat gyűjtött). A művelet váratlanul nehéznek bizonyult. Collins azt kívánta, hogy bárcsak lenne egy kapaszkodó, vagy egy harmadik keze, mivel nem tudott szilárd pozíciót elfoglalni a munkaterületnél (Cernan figyelmeztette is erre és a figyelmeztetés nagyon is igaznak bizonyult), állandóan lecsúszott a fogása a sima űrhajó felületről és ellebegett tőle. Közben a köldökzsinórral is meggyűlt a baja, amely a korábbiakhoz hasonlóan kígyóként kezdett viselkedni. Collins úgy döntött hogy inkább a rakétapisztollyal próbálkozik a megfelelő pozíció elérésére. Collins elvégezte az S–10 kísérletet (azaz leszerelte az Agena palástján levő mikrometeoritgyűjtő lapot), majd egy további alkatrészt kellett kicserélnie. Utóbbit azonban nem tudta végrehajtani, mivel nem tudta megtartani egyszerre a cserére magával vitt darabot és a leszerelendőt le is szerelni, ezért a cserealkatrészt visszavitte Younghoz a fülkébe. Addigra a köldökzsinór annyira összegabalyodott, hogy mindössze 6 méterre engedte a mozgásteret kiterjedni, Collins ezért inkább kikapcsolta a szerkezet csatját, hogy a maradék 9 métert is igénybe lehessen venni. Ehhez a rakétapisztolyt akarta igénybe venni, ám az nem működött addigra.
A hiábavaló bajlódást az irányítás szakította meg. Houston azt közölte Young parancsnokkal, hogy nem engedélyez további üzemanyag-felhasználást az Agena-val való kötelékrepüléshez szükséges pályakorrekciókra, azaz el kell váljanak a célűrhajótól. Ezért Young visszahívta Collinst az űrhajóba. Collins a visszamászás közben nem várt akadályokba ütközött. Egyrészt belegabalyodott a köldökzsinórba úgy, hogy Youngnak kellett segítenie kikeverednie az összegubancolt eszközből, majd még a kabinban összevissza kígyózó tömlő is gondot okozott, míg végül egy órával Collins visszatérése után ismét kinyitották a kabinajtót és kidobták a Collins mellére szerelt létfenntartó egységet és az összegubancolódott köldökzsinórt.

### Visszatérés

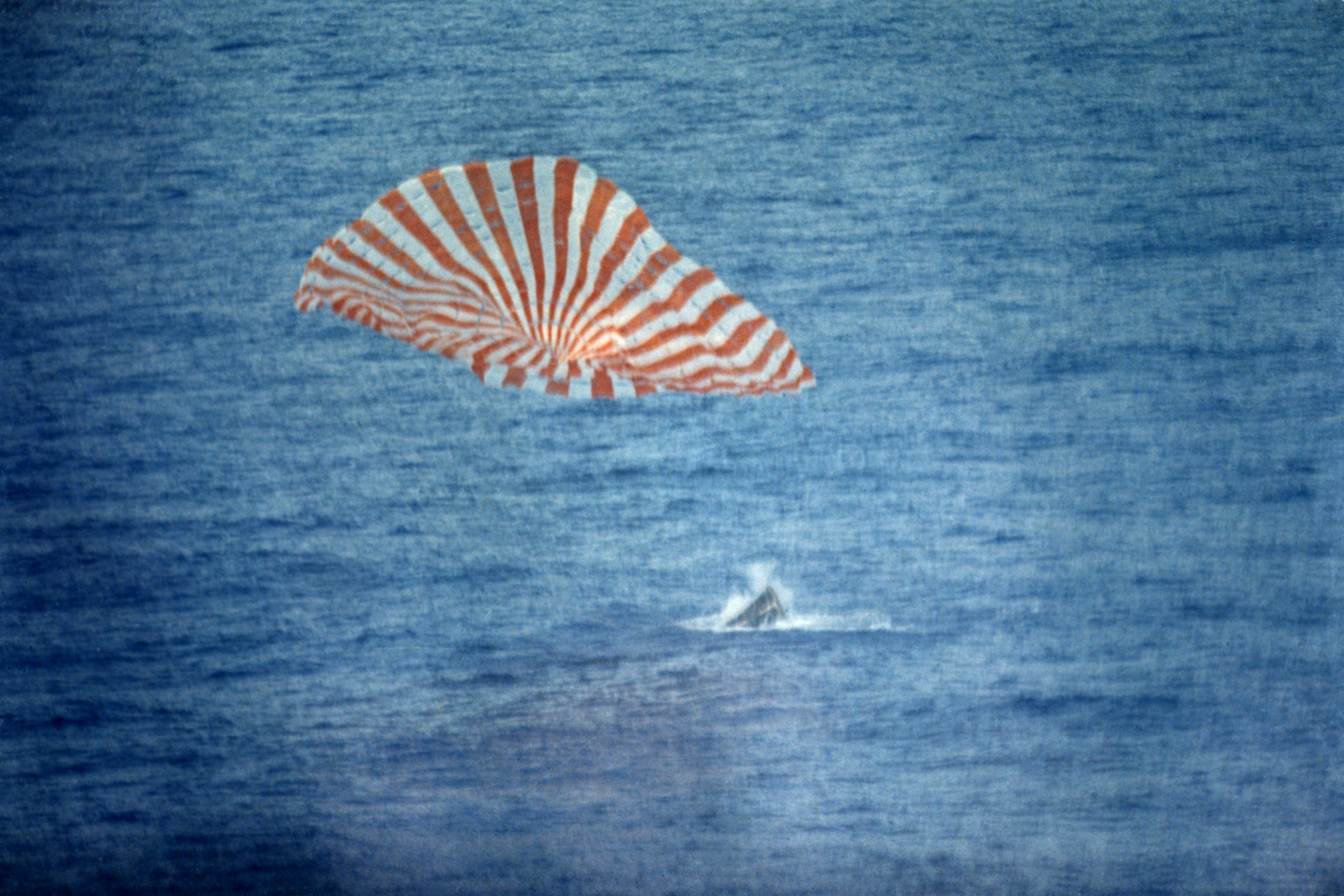
A Gemini X vízre érkezése

A köldökzsinórral való nem tervezett bajlódás miatt a legénység majdnem kifutott az időből, mert az űrséta után volt soron a repülési terv következő művelete, egy olyan pályaalakító manőver, amellyel ismét lejjebb vitték a keringésük földközelpontját, amely már megfelelt a későbbi fékezési műveleteknek. Kisebb kapkodás árán, de tartani tudták az időrendet és a pályakorrekció sikerrel végbement. Ezután újabb kísérletek következtek – az áttekintő földfelszíne és meteorológiai fényképezés folytatódott – majd ismét később egy újabb, immár az utolsó alvási periódusba kezdtek bele az űrhajósok.
Az ébredésük után még nagyjából hét órát szántak az űrhajósok a további kísérletekre, majd a landolás előtti csomagolásra és egyéb teendőkre. A leszállási program elindítása után a fékezőrakéták begyújtására végül a 43. keringésben 70 óra 10 perc után került sor. A tökéletesen kivitelezett fékező manőver végén 1966. július 21-én, 16:07-kor szállt le a Gemini X az Atlanti-óceán nyugati felében, a Bahama-szigetektől észak-keletre. A leszállásra 5,4 kilométerre a kiemelésre kirendelt U.S.S. Guadalcanal hordozó mellett került sor. A kiérkező mentőalakulatok egy felfújható gallért erősítettek az űrhajóra, hogy az el ne süllyedjen és stabilizálja azt a hullámokon, majd a legénység egy gumi mentőcsónakba szállt. Innen emelte őket, majd az űrhajót egy helikopter a mentőhajó fedélzetére.
A Gemini űrhajó hazatérték követően már csak az Agena repült tovább és ezt kihasználva az irányítók ez utóbbival végeztek még távirányítású manővereket. Kíváncsiak voltak a nagy magasságokon előforduló hőmérsékletekre, ezért az Agena pályájának földtávolpontját 1390 kilométerre emelték. Az űrhajó hét óráig így keringett és az irányítók megállapíthatták, hogy a hőmérséklet hozzávetőlegesen úgy alakul, mint a kisebb magasságokban. Ezt követően az űreszközt visszahozták egy 352 kilométeres körpályára, hogy később alternatív célpontként szolgáljon a további Gemini repülésekhez.

## Küldetés paraméterek
- Tömeg: 3762,6 kg
- Perigeum: 159,9 km
- Apogeum: 268,9 km
- Pályahajlás: 28,87°
- Periódus: 88,79 perc

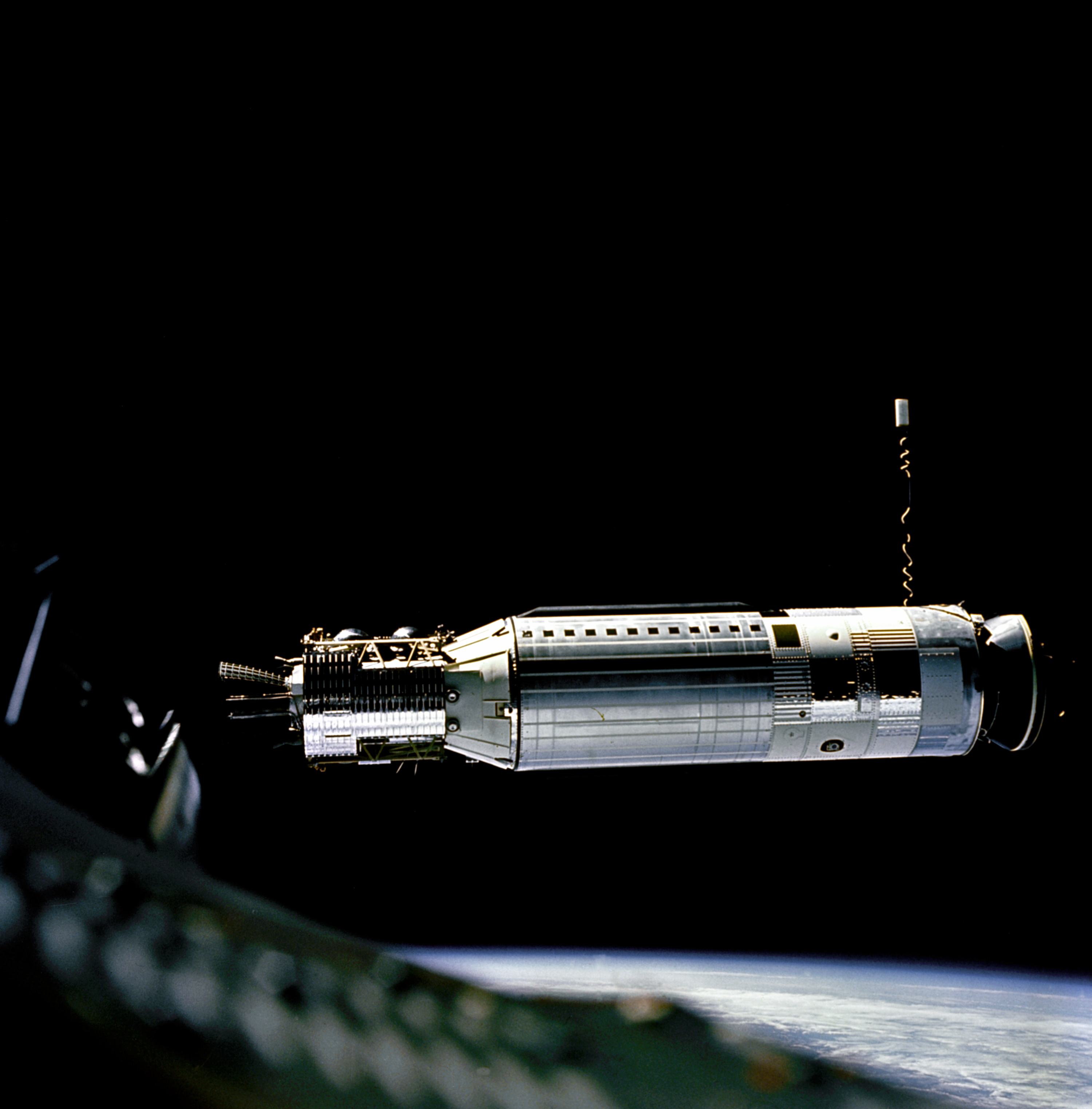
Az Agena rakéta, amelyet a Gemini VIII hagyott hátra négy hónappal korábban és amelyet a Gemini–10 is meglátogatott

- Repülési időtartam: 2 nap 22 óra 46 perc 39 másodperc
- Starthely: Cape Kennedy LC–19 indítóállás
- Hordozóeszköz: Titan II GLV

### Dokkolás
- Összekapcsolódás: 1966. július 19. 04:15:00 UTC
- Leválás: 1966. július 20. 19:00:00 UTC

### Űrséták
- EVA–1 (Collins):
  - Kezdete: 1966. július 19. 21:44:00 UTC
  - Vége: 1966. július 19. 22:33:00 UTC
  - Időtartam: 0 óra 49 perc
- EVA–2 (Collins):
  - Kezdete: 1966. július 20. 23:01:00 UTC
  - Vége: 1966. július 20. 23:40:00 UTC
  - Időtartam: 0 óra 39 perc

## Külső hivatkozások

### Külföldi oldalak
- Gemini 5 Mission Report (PDF) October 1965
- On The Shoulders of Titans: A History of Project Gemini Archiválva 2003. december 7-i dátummal a Wayback Machine-ben

### Magyar oldalak
- Kettős randevú: 40 éve repült a Gemini–10 (1. rész) Űrvilág.hu
- Kettős randevú: 40 éve repült a Gemini–10 (2. rész) Űrvilág.hu